# Oljeligan
Oljeligan (À l'ombre des derricks) är ett Lucky Luke-album från 1962. Det är det 18:e albumet i ordningen, och har nummer 21 i den svenska utgivningen. 

## Handling
1859 - Efter upptäckten av olja i Titusville, Pennsylvania utbryter världens första oljerush i staden. För att förhindra totalt kaos anlitas Lucky Luke som sheriff. Luke accepterar, och tillsammans med överste Edwin Drake ställs han mot den fd. advokaten Marty Orman som har beslutat sig för att, med alla medel, bli ensam ägare över stadens oljefält.

## Bild och text
På slutsidorna i den svenskspråkiga versionen visas en svartvit målning, och en text om oljeborrningen i Titusville 1859.

## Svensk utgivning
- Morris; Goscinny, René, (översättare: Kåre Persson) (1975). Oljeligan. Lucky Lukes äventyr: 21. Stockholm: Albert Bonniers förlag. Libris 7144656. ISBN 91-0-040136-6
- Andra upplagan, 1983, Bonniers Juniorförlag. ISBN 91-48-40136-6
- I Lucky Luke – Den kompletta samlingen ingår albumet i "Lucky Luke 1960–1961". Libris 9600272. ISBN 91-7269-480-7
- Den svenska utgåvan trycktes även som nummer 54 i Tintins äventyrsklubb (1988). Libris 7674072. ISBN 91-7904-239-2